# 弗利格利角

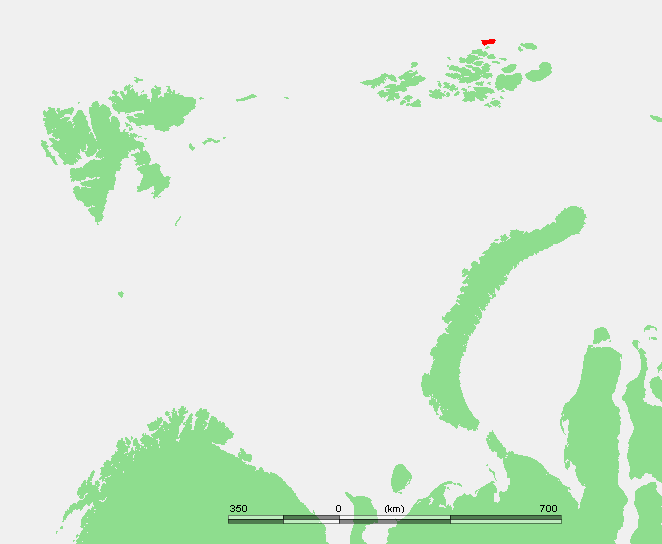

弗利格利角（俄语：Мыс Флигели）是俄羅斯的海角，位於法蘭士約瑟夫地群島的魯道夫島北端，由阿爾漢格爾斯克州負責管轄，距離北極點911公里，是歐洲、歐亞大陸、歐亞非大陸和俄羅斯的最北點。

## 历史
最早有记录的探索该海峡的人是于1874年4月12日抵达的奥匈帝国北极探险队，该海角以奥地利制图家奥古斯特·冯弗利格利命名。